# Mesorregión del Valle del Río Doce
La mesorregión del Valle del Río Doce es una de las doce mesorregiones del estado brasilero de Minas Gerais. Es formada por la unión de 102 municipios agrupados en siete microrregiones, y tiene como ciudades principales Aimorés, Caratinga, Coronel Fabriciano, Gobernador Valadares, Ipatinga, Mantena y Timóteo. Tiene como actividades económicas principales la industria, comercio, agricultura y ganadería.

## Microrregiones
- Aimorés
- Caratinga
- Gobernador Valadares
- Guanhães
- Ipatinga
- Mantena
- Peçanha

## Demografía
- Datos: Q2173066